# Altazor
Altazor o el viaje en paracaídas, o simplemente Altazor, es la obra cumbre del poeta chileno Vicente Huidobro, publicada en Madrid en 1931. En esta obra Huidobro expone un lenguaje que rompe los esquemas clásicos, lo que se inserta dentro del movimiento vanguardista llamado creacionismo, que se desarrolló en el primer tercio del siglo XX, el cual fue iniciado por el mismo Huidobro.
El poema está dividido en siete "Cantos" antecedidos por un prefacio, que fueron reescritos en numerosas ocasiones durante años. El Canto I es el más largo, con casi setecientos versos, y también el más estructurado. Su contenido es de corte metafísico, y en él el poeta se representa como «Altazor». El Canto II, en cambio, es una oda a la mujer. Los Cantos III al VII, finalmente, buscan jugar con la progresiva desarticulación del lenguaje y sus límites expresivos.